# Japanolaccophilus
Japanolaccophilus is een geslacht van kevers uit de familie  waterroofkevers (Dytiscidae).
Het geslacht is voor het eerst wetenschappelijk beschreven in 1972 door Satô.

## Soorten
Het geslacht omvat de volgende soort:
- Japanolaccophilus niponensis (Kamiya, 1939)